# ムヴィオラ (日本)
ムヴィオラ (Moviola) は、日本の映画配給会社。代表は武井みゆき。
イラン映画やアフガニスタンの作品などを配給する。

## 配給作品
- 『スティーヴィー』
- 『ソン・フレール -兄との約束-』
- 『アフガン零年』
- 『ブンミおじさんの森』
- 『ペルシャ猫を誰も知らない』
- 『ヘヴンズ ストーリー』
- 『宇宙探索編集部』